# Совершенный сплайн
Совершенный сплайн — одномерный полиномиальный сплайн порядка M, производная M-го порядка которого равна +1 или −1 между узлами и меняет знак в каждом узле. Используется в математической теории функций и численном анализе. Термин был введён Исааком Шёнбергом.
Совершенные сплайны часто дают решения для различных экстремальных задач по математике. Например, нормы периодических совершенных сплайнов (их иногда называют сплайнами Эйлера) равны постоянной Фавара.